# Velikaja (Anadirski zaljev)
Velikaja (rus. Великая, također Большая Bolšaja, Онемен Onemen;; čukotski: Мэйнывээм, Meiniveem), rijeka je u Čukotskom autonomnom okrugu u Rusiji. Dugačka je 451 km (556 km uključujući jednu od izvorišnih rijeka Kilvigejvaam), s površinom porječja od 31,000 km2.
Ime su rijeci dali ruski stanovnici sela Markovo. Velikaya (Великая) znači "velika" na ruskom, a Bolshaya (Большая) se prevodi kao "velika". Velikaja i njezini pritoci pripadaju Čukotskom autonomnom okrugu. Jedno od domaćih imena ove rijeke je Ečinku, a u nekim dokumentima koji se odnose na ovu rijeku u sovjetsko doba, spominjana je kao Velikaja-Ečinku.

## Tok rijeke
Velikaja se formira na istočnim padinama lanca Južni Majn gorja Korjak na sutoku rijeka Kuimvejem i Kilijgejvaam. Teče prema sjeveroistoku kroz planinski teren, spuštajući se u južni kraj Anadirske nizine u zaljev Onemen, dio ušća rijeke Anadir u Beringovo more u Anadirskom zaljevu. Gorje Raritkin uzdiže se duž lijeve obale rijeke u njenom srednjem i donjem toku. Jezero Janraitgin je dio sliva Velikaje. 
Postoji malo naseljeno mjesto u području blizu njegovog ušća koje se također zove Velikaja. Grad rudarstva žive Tamvatnej (Тамватней) nalazio se u porječju rijeke, južno od njezina srednjeg toka. Napušten je 1984. 

## Fauna
Beluga kitovi česti su u vodama estuarija rijeke.

## Vanjske poveznice
- Bird life (PDF). Inačica izvorne stranice (PDF) arhivirana 7. srpnja 2004. Pristupljeno 7. srpnja 2004. (1.43 MB)